# 방우호
방우호(1978년 7월 15일 ~ )는 대한민국의 성우로, 2005년 한국방송 성우극회 공채 31기로 입사했다.

## 주요 출연작품

### 애니메이션
- 엘리먼트 헌터(KBS) - 감독 / 인부 / 연구원
- 오토마을 붕붕 친구들(KBS) - 마일스
- 두리둥실 뭉게공항(KBS) - 토잉 / 벤
- 레미제라블 소녀 코제트(대원방송) - 그랑테르
- 신나는 과학 어드벤처 아하 그렇구나!(대원방송) - 사회자
- 페어리 테일(대원방송) - 시몬
- 멋지다 마사루(대원방송) - 마츠이
- 블랙잭 OVA(대원방송) - 고목
- 러키☆스타(대원방송) - 카가미 아빠
- 레다카이(재능TV)
- 헬로 카봇 (KBS) - 레디
  - 헬로 카봇 X (SBS) - 레디 X

### 애니메이션 영화
- 극장판 포켓몬스터 DP: 기라티나와 하늘의 꽃다발 쉐이미 - 방패톱스
- 돌아온 우주보안관 장고(애니박스) - 데링거 시장
- 유니코 2(애니박스) - 목마

### 영화
- 그날 하루(KBS) - 의사 / 라디오 방송 / 하디의 동료 경찰 / 지하철 판매원
- 퍼햅스 러브(KBS) - 영화 제작진(진세등) / 기자
- 펀치 드렁크 러브(KBS) - 불량배(데이빗 H. 스티븐스)
- 테이큰(KBS) - 프랑스 정보원(마티유 부손) / 마르코의 동료(타미 스파이자) / 생클레어 경호원(에드윈 크루거)
- 인디아나 존스4(KBS) - FBI 요원(조엘 스토퍼) / 핵 시험 안내 방송
- 스톰 셀(KBS) - 데이나의 친구(매튜 케빈 앤더슨) / 경찰(숀 캠벨) / 라디오 방송
- 슬럼독 밀리어네어(KBS) - 퀴즈 프로그램 제작진(라젠드라나트 주트쉬)
- 디파이언스(KBS) - 야코프(레오나르다스 포베도노체바스)
- 파르나서스 박사의 상상극장(KBS) - 앤턴(앤드루 가필드)
- 불의 전차(KBS) - 스틸라드(다니엘 제롤)
- 모범시민(KBS) - 에임스(조시 스튜어트) / 브라이언(로저 바트)
- 웰컴(KBS) - 미르코(뮤랫 수바시)
- 조제, 호랑이 그리고 물고기들(KBS) - 츠데오의 동생(후지사와 다이고)
- 오션스 일레븐(KBS) - 터크(스콧 칸)
- 택시 운전사의 사랑(KBS)
- 젤리피쉬(KBS) - 아미르(조너선 구르핀켈)
- 스핏파이어 그릴(KBS) - 조 스펄링(키런 멀로니)
- 써로게이트(KBS) - 스틱랜드(잭 노즈워시) / TV 방송 음성 / 형사
- 아이덴티티(KBS) - 검사보(맷 레처) / 로버트(제이크 부시)
- 본 아이덴티티(KBS) - 교수(클라이브 오언)
- 자유로운 세계(KBS) - 캐롤(레슬로 주렉)
- 버틀러(KBS) - 존 F. 케네디(제임스 마즈든)
- 데이비드 게일(KBS) - 잭 스티먼스(가브리엘 만)
- 컨스피러시(KBS) - 조나스의 부하(J. 밀스 구들로)
- 와즈다(KBS) - 아빠(술탄 알 아사프) / 아베르의 남친(탈랄 로이)
- 나의 그리스식 웨딩(KBS) - 그리스어 선생님(존 캘랑기스)

### 외화
- 닥터 후(KBS) - 멀리건 (마이클 베글리)
- 셜록(KBS) - 경찰 총장 (토니 핏츠)
- 리얼 휴먼(KBS) - 레오 (안드레이 윌슨)
- 긴급출동! 레스큐파이어(재능TV) - 준(파이어5)

### 방송
- 휴먼다큐 사람이 좋다 10회 (MBC) - 내레이션
- 세상의 모든 다큐 (KBS) - 피터 릴리 / 랜 교수
- 신년기획 아름다운 청춘, 10인의 도전 (KBS) - 내레이션
- 2016.05.14 EBS 세계의 눈 '빛나는 홍해' (EBS) - 내레이션
- 고수의 비법 황금알 (MBN) - 성우
- 2017.03.02 MBC 다큐프라임 323회 : 콘텐츠는 나의 힘 (MBC) - 내레이션
- EBS 다큐프라임 비밀의 땅 파미르 (EBS) - 내레이션
- 2021.11.05 다큐On 106회 : 임란포로 '진주시마'의 후예들 (KBS1) - 내레이션
- 리얼다큐 119 - 사선에서 (OBS) - 내레이션

### 드라마
- 루갈 (OCN, 2020년) - AI 목소리

### 게임
- 그녀의 기사단 : Gloria in excelsis deo

### 광고
- 현대자동차 SBS 8시 뉴스 및 종합편성채널 메인뉴스 시보('현대자동차의 이름으로' 편)